# Pfyn
Pfyn es una comuna suiza del cantón de Turgovia, situada en el distrito de Frauenfeld. Limita al noreste con la comuna Homburg, al este con Müllheim, al sur con Hüttlingen y Felben-Wellhausen, al suroeste con Warth-Weiningen, y al oeste con Herdern.
Hasta el 31 de diciembre de 2010 situada en el distrito de Steckborn.

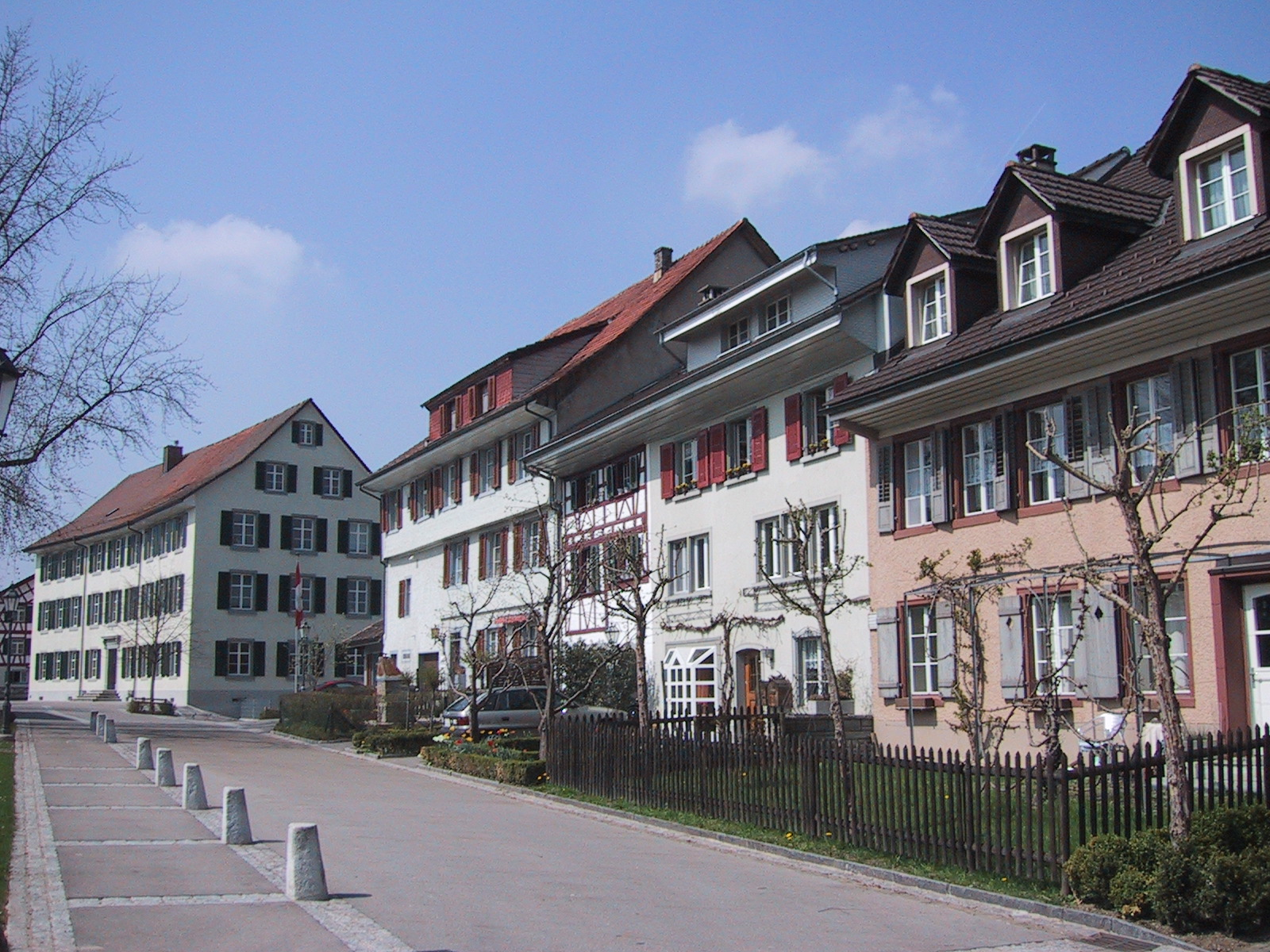
Vista de Pfyn.